# Wonder Woman 1984
Pour les articles homonymes, voir Wonder Woman (homonymie).
Série DC Extended Universe
Birds of Prey
(2020) The Suicide Squad
(2021)
Série Wonder Woman
Wonder Woman
(2017)
Pour plus de détails, voir Fiche technique et Distribution.
Wonder Woman 1984 (stylisé WW84) est un film de super-héros américain réalisé par Patty Jenkins, sorti en 2020.
Neuvième production du DC Extended Universe, il s'agit d'une suite du film Wonder Woman, de la même réalisatrice, sorti en 2017. Il est centré sur le personnage du même nom de l'éditeur DC Comics.
Écrit par Jenkins avec Geoff Johns et Dave Callaham, le film se déroule soixante-six ans après les événements du premier volet et met en scène la guerrière amazone Wonder Woman alors qu'elle doit faire face aux redoutables Cheetah et Maxwell Lord, pendant que les États-Unis sont en pleine guerre froide.
Avant sa sortie, le film rencontre plusieurs reports dus à la pandémie de Covid-19. L'industrie cinématographique étant fortement affectée par la pandémie, il bénéficie donc d'une sortie simultanée au cinéma et sur le service HBO Max aux États-Unis, une première pour une superproduction. Dans le reste du monde, il bénéficie d'une sortie au cinéma traditionnelle mais fortement affectée par la fermeture de beaucoup de salles dans le monde.

## Synopsis
Alors qu'elle n'est encore qu'une enfant, Diana participe à un événement sportif sur l'île de Themyscira contre des Amazones plus âgées. Après être tombée de son cheval, Diana prend un raccourci et remonte, mais manque un point de contrôle. Sa tante, Antiope, la retire de la compétition, expliquant que tout ce qui en vaut la peine doit être obtenu honnêtement.
En 1984, Diana travaille à la Smithsonian Institution à Washington, D. C. tout en accomplissant secrètement des actes héroïques en tant que Wonder Woman. La nouvelle employée du musée, Barbara Minerva, géologue et cryptozoologiste timide, est à peine vue par ses collègues et en vient à envier Diana. Plus tard, le FBI demande au musée d'identifier des antiquités volées lors d'un vol que Diana a récemment déjoué. Barbara et Diana remarquent que l'un des artefacts, identifié plus tard comme la « Pierre des Rêves », porte une inscription latine prétendant accorder un souhait au détenteur.
Aucune des deux ne prend cette inscription au sérieux, mais Barbara souhaite en son for intérieur devenir comme Diana, et acquiert involontairement ses super-pouvoirs. Tandis que Diana souhaite que son amant décédé, Steve Trevor, revienne à la vie. Il est alors ressuscité dans le corps d'un autre homme ; les deux amants se retrouvent lors d'un gala au Smithsonian. L'homme d'affaires raté Maxwell Lord trompe la vigilance de Barbara et vole la pierre, dans l'espoir d'utiliser son pouvoir pour sauver sa compagnie pétrolière en faillite. Il souhaite « fusionner » avec la pierre et acquiert donc le pouvoir d'exaucer les souhaits, devenant une personnalité riche et puissante dont les pouvoirs déclenchent l'instabilité mondiale. Après un passage par Le Caire (Égypte) pour récupérer les puits de pétrole d'un rival, il plonge ainsi ce pays dans le chaos. Diana et Steve essaient en vain de l'arrêter.
Barbara, Diana et Steve découvrent que la pierre a été créée par Dolos-Mendacius, le dieu des Mensonges de la mythologie grecque, également connu sous le nom de « Seigneur des Impostures ». De ce fait, la pierre exauce les vœux de ses utilisateurs en échange de ce qu'ils avaient de plus cher, à moins qu'ils ne renoncent à leurs vœux ou ne détruisent la pierre. Bien que Diana perde ses pouvoirs et que Barbara devienne de moins en moins « humaine », aucune des deux n'est disposée à renoncer à son vœu. Ayant appris par l'intermédiaire du président américain l'existence d'un système satellite qui diffuse des signaux dans le monde entier, Max, dont les pouvoirs provoquent la détérioration de son corps, prévoit d'exaucer globalement les vœux de ses téléspectateurs et de s'emparer de leur force vitale pour recouvrer la santé. Diana et Steve le confrontent à la Maison-Blanche, mais Barbara, désormais alliée à Max, bat Diana, s'échappant avec Max sur Marine One. Steve convainc Diana de renoncer à son vœu et de le laisser partir, lui redonnant sa force et acquérant la capacité de voler.
Enfilant l'armure d'or d'Asteria, la plus grande guerrière Amazone, Diana vole vers le quartier général du satellite et combat à nouveau Barbara, qui s'est transformée en guépard humanoïde, ayant souhaité devenir une superprédatrice. Lors d'un combat brutal, Diana attaque Barbara dans un lac et l'électrocute. Elle affronte ensuite Max et utilise le lasso d'Hestia pour s'adresser au monde avec, et convaincre l'Humanité de renoncer à ses vœux. Puis elle montre à Max des visions de sa propre enfance malheureuse et de son fils, Alistair, recherchant son père au milieu du chaos. Max renonce à son vœu et retrouve Alistair. Quelque temps plus tard, en hiver, Diana rencontre l'homme dont Steve occupait le corps.
Scène post-générique
Asteria vit secrètement parmi les humains.

## Fiche technique
Sauf indication contraire, les informations mentionnées dans cette section peuvent être confirmées par la base de données cinématographiques IMDb,  présente dans la section « Liens externes ».
- Titre original : Wonder Woman 1984
- Titre de travail : Wonder Woman 2 / Magic Hour
- Réalisation : Patty Jenkins
- Scénario : Patty Jenkins, Geoff Johns et Dave Callaham, d'après le personnage Wonder Woman ainsi les personnages de l'éditeur DC Comics
- Musique : Hans Zimmer
- Direction artistique : Peter Russell
- Décors : Aline Bonetto
- Costumes : Lindy Hemming
- Photographie : Matthew Jensen
- Montage : Richard Pearson
- Production : Charles Roven, Deborah Snyder, Zack Snyder, Patty Jenkins, Gal Gadot et Stephen Jones
- Production déléguée : Wesley Coller, Walter Hamada (en), Marianne Jenkins, Geoff Johns, Jim Lee, Rebecca Steel Roven et Richard Suckle
- Sociétés de production : DC Films, Atlas Entertainment et The Stone Quarry
- Société de distribution : Warner Bros. Pictures
- Budget : 200 millions de dollars[2]
- Pays de production :  États-Unis
- Langue originale : anglais
- Format : couleur — 2,39:1 — son Dolby Atmos — IMAX / Dolby Cinema / RealD 3D / 4DX format 17:9
- Genre : super-héros, action, fantastique
- Durée : 151 minutes
- Dates de sortie :
  - Royaume-Uni : 16 décembre 2020[3]
  - États-Unis : 25 décembre 2020 (au cinéma et sur HBO Max)
  - Canada : 25 décembre 2020 (au cinéma et en vidéo à la demande)
  - France d'outre-mer : 25 décembre 2020 (version originale sous-titrée uniquement) [note 1]
  - France métropolitaine : 31 mars 2021 (vidéo à la demande) ; 7 avril 2021 (supports vidéo physiques)
  - Belgique, Suisse romande et Luxembourg : 7 avril 2021 (directement en vidéo)
- Classification[4] :
  - États-Unis : PG-13 (interdit aux moins de 13 ans)
  - France : tous publics

## Distribution

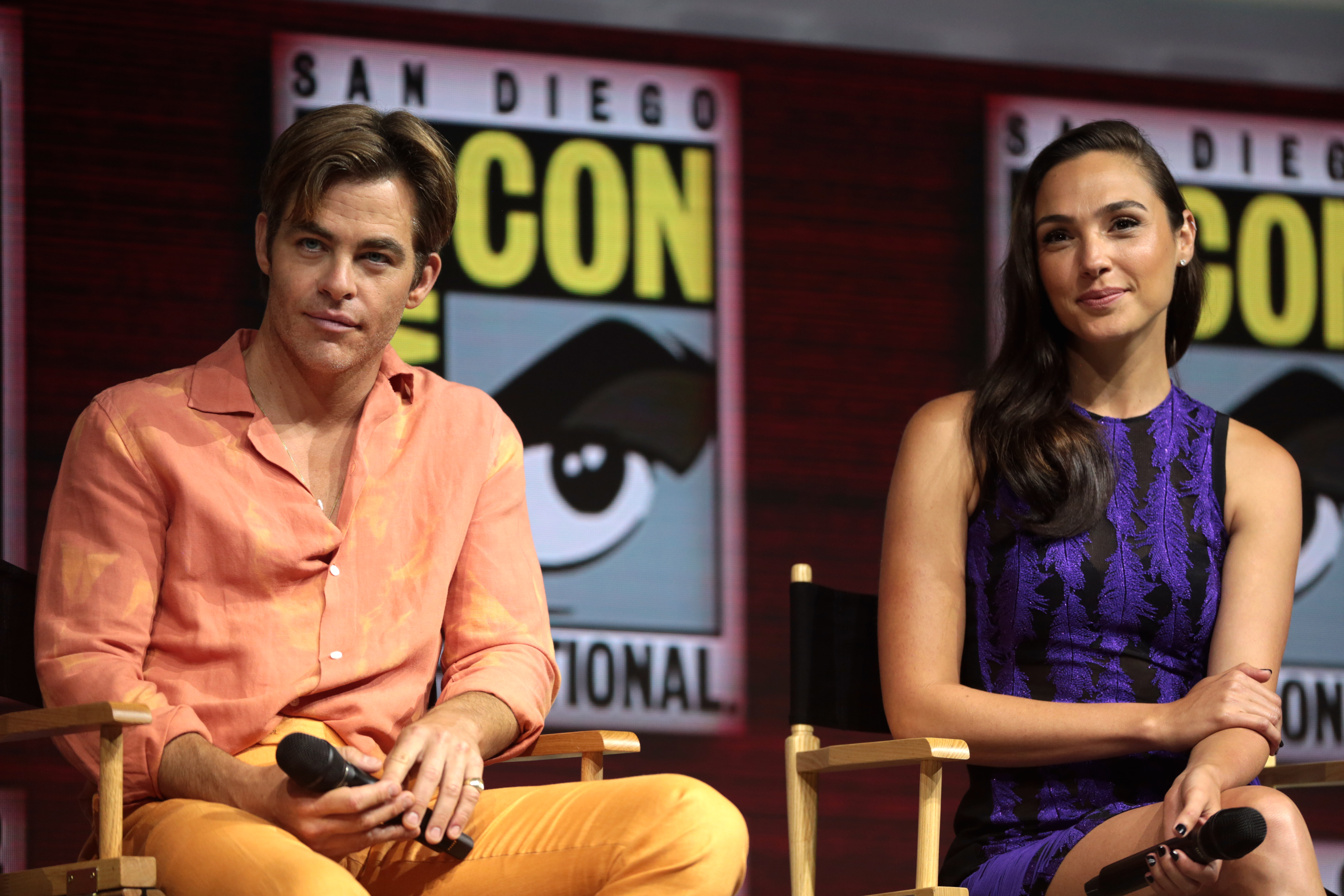
Chris Pine et Gal Gadot lors de la San Diego Comic-Con de 2018.

- Gal Gadot (VF : Ingrid Donnadieu ; VQ : Lynda Thalie) : Diana Prince / Wonder Woman
  - Lilly Aspell (VF : Paloma Josso) : Diana à 8 ans
- Chris Pine (VF : Emmanuel Garijo ; VQ : Jean-François Beaupré) : Steve Trevor
- Kristen Wiig (VF : Marie Diot ; VQ : Viviane Pacal) : Dr Barbara Ann Minerva / Cheetah
- Pedro Pascal (VF : Stéphane Ronchewski ; VQ : Frédérik Zacharek) : Maxwell « Max » Lord
  - Lambro Demetriou : Maxwell à 8 ans
  - Jonny Barry : Maxwell à 15 ans
- Connie Nielsen (VF : Marjorie Frantz ; VQ : Valérie Gagné) : Hippolyte
- Robin Wright (VF : Juliette Degenne ; VQ : Anne Dorval) : Antiope
- Kristoffer Polaha (VF : Guillaume Lebon ; VQ : Gilbert Lachance) : le corps de Steve Trevor[note 2]
- Lucian Perez (VF : Timothée Bardeau) : Alistair Lord
- Oliver Cotton (en) (VF : Jean Barney ; VQ : Jean-Marie Moncelet) : Simon Stagg
- Natasha Rothwell : Carol
- Kelvin Yu (en) : Jake
- Gabriella Wilde (VF : Natacha Leytier) : Raquel
- Amr Waked (VF : Omar Yami ; VQ : Manuel Tadros) : Émir Saïd Bin Abydos
- Ravi Patel : Babajide
- Stuart Milligan (en) (VF : Michel Voletti ; VQ : Mario Desmarais) : le président des États-Unis[note 3],[5]
- Patrick Lyster (VF : Philippe Catoire) : Général Peterson, chef d'État-Major des armées
- Doutzen Kroes : Venelia
- Lynda Carter : Asteria (caméo, scène post-générique)
- Colin Stinton : le colonel du NORAD
- Lucy Davis, Ewen Bremner et Eugene Brave Rock (en) : Etta Candy, Charlie et le chef Napi (caméo photographique[6])

Version française
- Studio de doublage : Dubbing Brothers
- Direction artistique : Barbara Tissier
- Adaptation : Marion Bessay

 Source et légende : version québécoise (VQ) sur Doublage.qc.caet version française (VF) selon le carton du doublage français.

## Production

### Genèse et développement

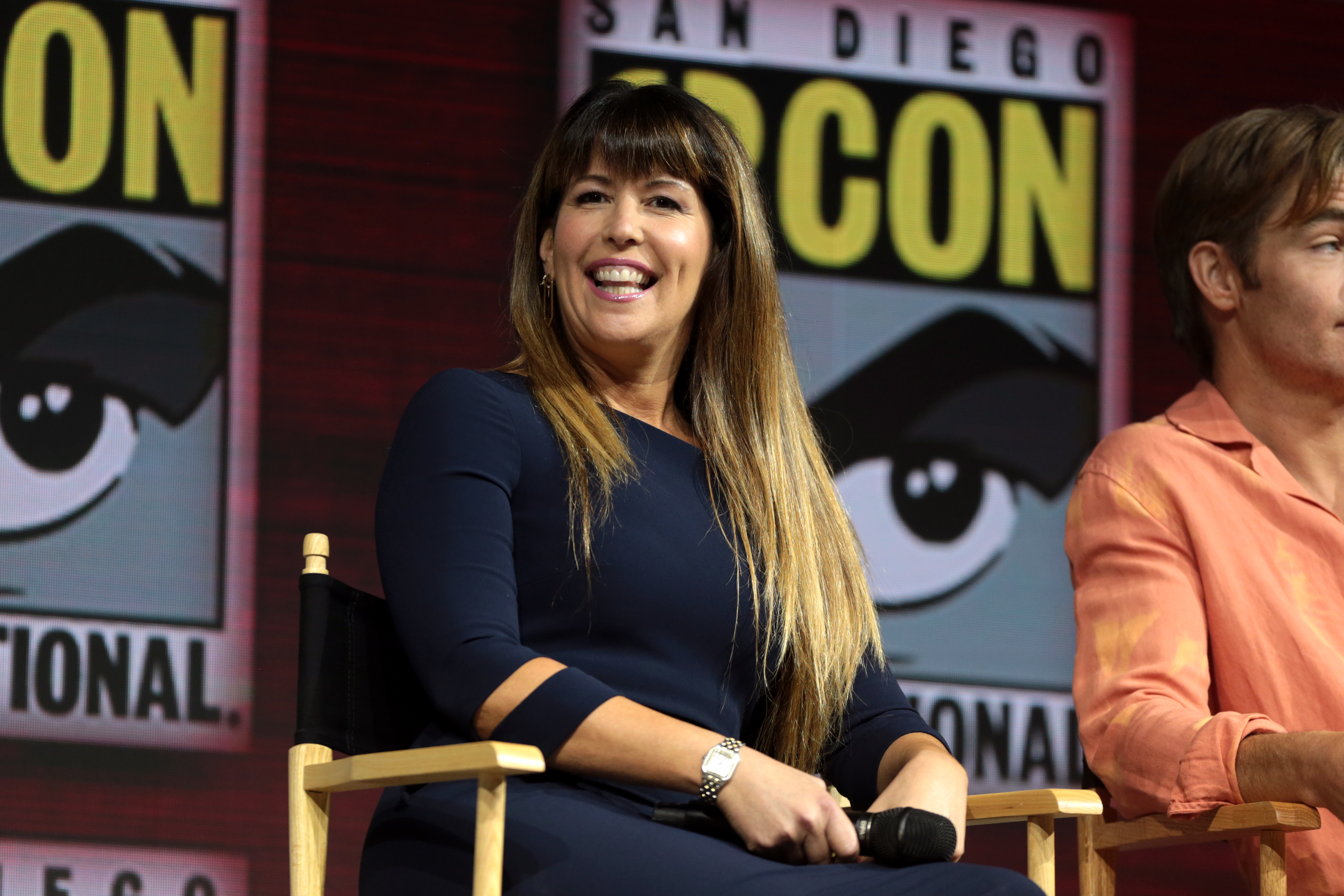
La réalisatrice Patty Jenkins lors de la San Diego Comic-Con de 2018.

Alors qu'elle avait signé pour réaliser seulement Wonder Woman, Patty Jenkins exprime son intérêt de revenir pour réaliser un deuxième volet. En juin 2017, Geoff Johns révèle durant une interview pour Variety qu'il a commencé à développer des idées avec Jenkins. Ce même mois, la réalisatrice confirme qu'elle reviendra bien pour la suite avant de corriger son annonce sur Twitter, précisant qu'elle est seulement en phase de discussion.
En juillet 2017, lors de San Diego Comic-Con, Warner Bros. annonce officiellement la production d'un deuxième volet réalisé par Jenkins avec pour titre Wonder Woman 2. Quelques mois plus tard, il est dévoilé que le scénariste Dave Callaham s'est joint à Jenkins et Johns pour coécrire le scénario du film, plusieurs mois avant la confirmation. La pré-production démarre alors en décembre 2017.
En février 2018, il est annoncé que certaines scènes du film seront tournées avec des caméras IMAX, puis Zack Snyder confirme qu'il fera son retour en tant que producteur avec sa femme, Deborah Snyder, via leur société rebaptisée The Stone Quarry. La même année, il est dévoilé que le film se déroulerait dans les années 1980 et que son titre sera finalement Wonder Woman 1984. La chef décoratrice française Aline Bonetto, qui a travaillé sur le premier volet, annonce également son retour, suivie par la costumière Lindy Hemming.
En post-production, Richard Pearson s'est chargé du montage du film et John Moffatt a supervisé les effets spéciaux. Les sociétés Double Negative, Framestore et Method Studios ont travaillé sur les effets spéciaux du film,,. En décembre 2019, Jenkins dévoile que le film est terminé, cinq mois avant sa date de sortie qui était prévue à l'époque pour le 5 juin 2020.

### Attribution des rôles
| |  |  |
| Kristen Wiig et Pedro Pascal interprètent respectivement Cheetah et Maxwell Lord, les principaux antagonistes du film. |  |  |

En septembre 2017, Gal Gadot confirme qu'elle reprendra bien le rôle de Wonder Woman.
Le reste de la distribution est dévoilé au fur et à mesure de l'année 2018. En février, Kristen Wiig entre en discussions pour interpréter Cheetah et le mois suivant, Patty Jenkins confirme qu'elle a signé pour le rôle. Toujours en mars, Pedro Pascal décroche le rôle Maxwell Lord. L'acteur avait déjà joué dans un projet lié à Wonder Woman, le pilote de série télévisée non commandé par la chaîne NBC en 2011. Le personnage s'inspire d'hommes d'affaires des années 1980, comme Donald Trump et Bernard Madoff,,.
En juin, Jenkins confirme le retour de Chris Pine dans le rôle de Steve Trevor. En juillet, Natasha Rothwell, Ravi Patel et Gabriella Wilde rejoignent la distribution, sans plus de précisions, puis en août, les retours de Connie Nielsen et Robin Wright sont confirmés,. En novembre, Kristoffer Polaha dévoile qu'il a un rôle dans le film, sans précisons.

### Tournage

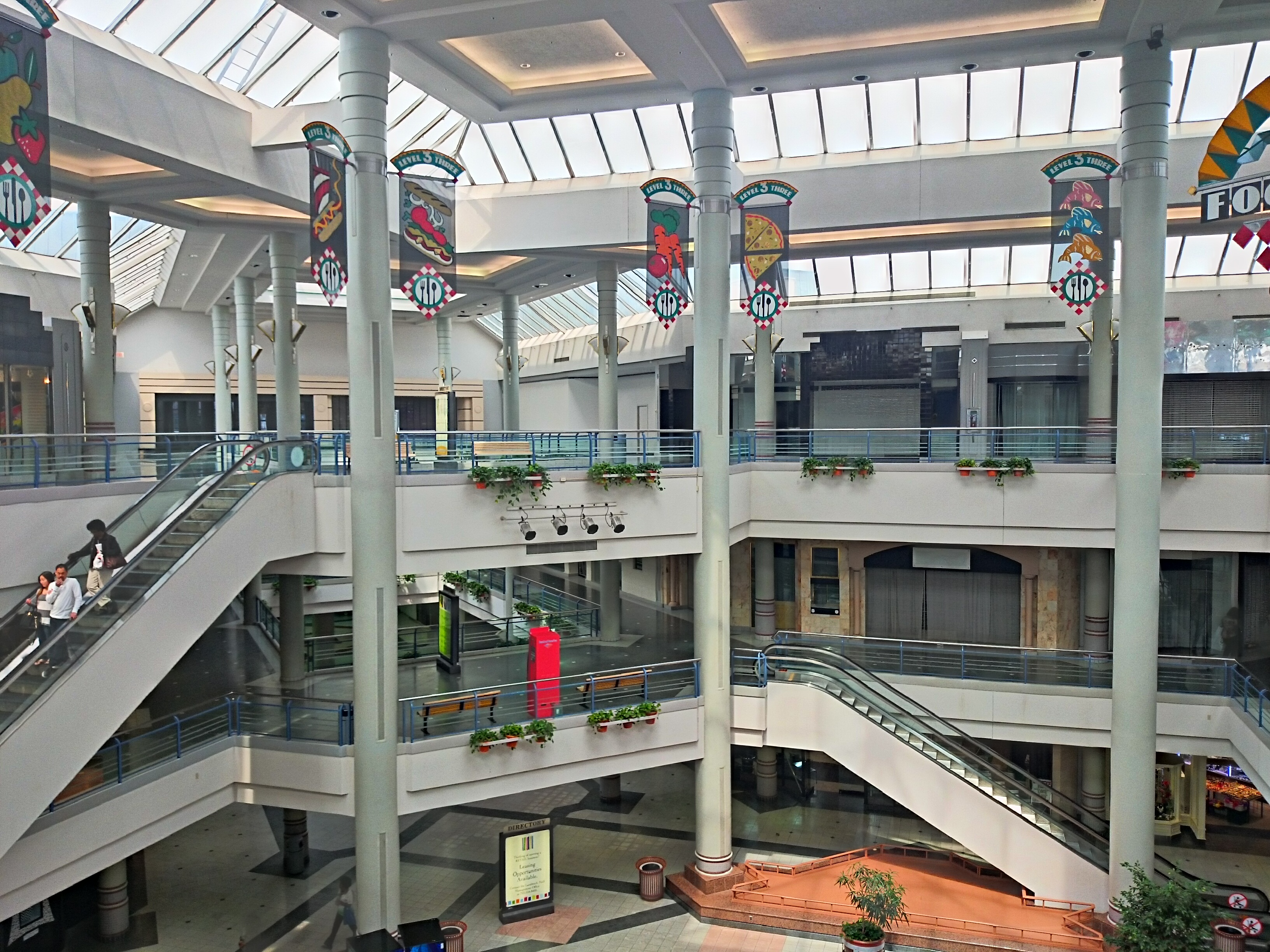
Le centre commercial Landmark Mall d'Alexandria où une scène d'action a été tournée.

Le tournage démarre le 13 juin 2018, sous le titre de travail Magic Hour. Dans un premier temps, il s'est déroulé dans plusieurs lieux du district de Columbia et en Virginie, dont le centre commercial Landmark Mall d'Alexandria et dans le quartier de Georgetown,,. Parmi les autres lieux ayant accueilli le tournage à Washington : le Capitole des États-Unis, le quartier de Penn Quarter, le square McPherson, le DAR Constitution Hall, le Hirshhorn Museum and Sculpture Garden de la Smithsonian et le Lincoln Memorial,, (plus précisément devant, le long du National Mall).
Vers mi-juillet, le tournage s'est poursuivi au Royaume-Uni dans les studios Warner Bros. Studios Leavesden puis à Londres au St. Andrew's Place, au Regent's Park et au Collège royal de médecine,. En septembre, l'équipe s'est rendue à l'Alcazaba d'Almería en Andalousie puis à Fuerteventura et à Tenerife sur les îles Canaries, avant de retourner au Royaume-Uni en octobre pour tourner des scènes à l'Imperial War Museum Duxford, à Hyde Park puis au Torrington Square,,. Le tournage s'est officiellement terminé le 22 décembre 2018.
Des scènes supplémentaires ont été tournées aux studios Warner Bros. Studios Leavesden à partir du 28 juillet 2019 jusqu'au mois suivant.
Quelques jours après la sortie du film, l'actrice Lucy Davis dévoile que les photographies d'elle en Etta Candy aperçues dans l'appartement de Diana ne sont pas des montages mais des clichés réalisés spécialement pour le film lors du tournage à Londres en novembre 2018. Elle et les acteurs Ewen Bremner et Eugene Brave Rock (en) se sont rendus sur le tournage pour prendre ses photos avec Gal Gadot.

### Musique
En août 2018, il est annoncé que Hans Zimmer composera la musique du film. Il s'agit du troisième film de l'univers cinématographique DC pour lequel il compose, après Man of Steel et Batman v Superman : L'Aube de la justice. Zimmer dévoile un premier extrait, Themyscira, lors de la convention DC FanDome en août 2020, puis un second extrait, Open Road, en décembre 2020.
L'album contenant la bande-originale du film sera édité par WaterTower Music le 16 décembre 2020.
Singles
1. Themyscira
Sortie : 22 août 2020
2. Open Road
Sortie : 11 décembre 2020

Liste des titres
| 1.    | Themyscira            | 3:51  |
| 2.    | Games                 | 5:17  |
| 3.    | 1984                  | 7:03  |
| 4.    | Black Gold            | 4:55  |
| 5.    | Wish We Had More Time | 2:54  |
| 6.    | The Stone             | 2:13  |
| 7.    | Cheetah               | 3:13  |
| 8.    | Fireworks             | 2:38  |
| 9.    | Anything You Want     | 4:45  |
| 10.   | Open Road             | 5:36  |
| 11.   | Without Armor         | 3:46  |
| 12.   | The White House       | 7:45  |
| 13.   | Already Gone          | 5:03  |
| 14.   | Radio Waves           | 8:02  |
| 15.   | Lord of Desire        | 2:43  |
| 16.   | The Beauty In What Is | 3:48  |
| 17.   | Truth                 | 4:45  |
| 18.   | Lost and Found        | 11:55 |
| 90:23 |                       |       |

Le 5 février, WaterTower Music a publié un album contenant les compositions d'Hans Zimmer non retenues pour la version finale du film.
Liste des titres
| No  | Titre                              | Durée |
| --- | ---------------------------------- | ----- |
| 1.  | ’84                                | 2:28  |
| 2.  | No Hero Is Born from Lies          | 4:38  |
| 3.  | Apex Predator                      | 5:08  |
| 4.  | The Monkey Paw                     | 6:49  |
| 5.  | Barbara Minerva                    | 1:32  |
| 6.  | Dechalafrea Ero                    | 11:10 |
| 7.  | In Love                            | 10:48 |
| 8.  | Citrine                            | 3:04  |
| 9.  | In Harm’s Way                      | 5:15  |
| 10. | Life Is Good, But It Can Be Better | 11:51 |
| 11. | The Amazon                         | 9:44  |

## Accueil

### Sortie
À l'origine, la sortie américaine et canadienne du film était prévue pour le 13 décembre 2019, avant d'être avancée au 1er novembre 2019 puis décalée au 5 juin 2020 pour laisser plus de temps à la production,,. En mars 2020, alors que les cinémas ferment dans plusieurs pays en raison de la pandémie de Covid-19, Warner Bros. décide de repousser le film au 14 août 2020, à la place du film d'horreur Malignant. La situation n'étant pas calmée, le studio repousse une nouvelle fois le film au 2 octobre 2020, puis une dernière fois, au 25 décembre 2020, sa date de sortie définitive,.
En novembre 2020, alors que la pandémie affecte toujours l'industrie cinématographique, le magazine Variety dévoile que des discussions sont en cours entre Warner Bros. et sa maison mère, AT&T : cette dernière souhaiterait conserver la sortie au cinéma du film pour Noël, puis le mettre en ligne quelques semaines plus tard sur le service HBO Max, aux États-Unis uniquement. De son côté, le studio souhaiterait conserver une sortie cinéma traditionnelle et repousser le film au mois de juin 2021, partout dans le monde.
À la fin du mois, après discussion, le studio dévoile que le film sortira bien le 25 décembre 2020 dans les cinémas américains et en simultané sur le service HBO Max, sans frais supplémentaires pour les abonnés. Il s'agit du premier blockbuster à sortir de cette façon, les studios ayant jusqu'à présent utilisé ce mode d'exploitation pour des films moins attendus ou avec des plus petits budgets. Le film fut proposé sur le service pour une période limitée d'un mois, parallèlement à sa sortie dans les salles de cinéma. Au Canada, où le service n'est pas disponible, le film est sorti le même jour au cinéma et en vidéo à la demande sur les plateformes de locations.
Dans le reste du monde, le film est sorti uniquement au cinéma avec un premier lancement le 16 décembre 2020 dans plusieurs pays. Dans les pays francophones, le film est sorti en salles uniquement au Québec ainsi que dans les territoires français d'outre-mer, où il a été proposé en version originale sous-titrée à partir du 25 décembre 2020. En France métropolitaine, en Belgique, au Luxembourg et en Suisse romande, après plusieurs reports, la sortie du film au cinéma est annulée, et il sera proposé directement en vidéo le 7 avril 2021.
Comme le premier film, Wonder Woman 1984 ne sortira pas au Liban en raison de la nationalité de l'actrice principale Gal Gadot et son soutien à l'Armée de défense d'Israël.

### Accueil critique
Aux États-Unis, le film divise les critiques. Sur le site agrégateur de critiques Rotten Tomatoes, il obtient un score de 65 % de critiques positives, avec une note moyenne de 6,30/10 sur la base de 199 critiques positives et 109 négatives.
Sur IMDB, le film reçoit des critiques négatives avec une moyenne de 5,4/10. En France, les critiques ne sont pas meilleures, la presse spécialisée lui accordant seulement une note 2,1/10 pour 18 critiques, les spectateurs lui donnant une note identique. La plupart des critiques françaises s'accorde à dire que le film est trop long, plutôt mal rythmé, avec des personnages assez caricaturaux, et une mise en scène relativement plate.
Le consensus critique établi par le site Rotten Tomatoes, résume que le film « lutte contre le poids d'être une suite, mais offre malgré tout une évasion assez vibrante pour satisfaire les fans de la franchise et de son personnage central classique ». Parmi les critiques positives, de nombreuses encensent les performances de Kristen Wiig et Pedro Pascal ainsi que leurs personnages. La réalisation de Patty Jenkins, la retranscription des années 1980 ainsi que les compositions d'Hans Zimmer sont également saluées.
Du côté des critiques négatives, le film est considéré comme inférieur au premier volet. Plusieurs critiques considèrent le script comme faible et qualifient certaines scènes d'exagérées. Sa longueur lui est également reprochée.

### Box-office
| Pays ou région | Box-office    | Date d'arrêt du box-office | Nombre de semaines |
| -------------- | ------------- | -------------------------- | ------------------ |
| États-Unis     | 45 857 000 $  | 28 mars 2021               | en cours,          |
| Mondial        | 165 857 000 $ | 28 mars 2021               | en cours,          |

### Controverses
L'une des intrigues du film suit Steve Trevor (Chris Pine), qui fait son retour dans le corps d'un autre, crédité sous le nom de « Handsome Man » (Bel homme en français) (Kristoffer Polaha). Aux États-Unis, cette intrigue a été critiquée par plusieurs journalistes et spectateurs, principalement pour la scène où Diana Prince (Gal Gadot) couche avec lui. Il est reproché au film de ne pas préciser où va l'homme pendant que Steve prend possession de son corps ainsi que le fait que ce dernier et Diana semblent ne pas prendre en considération la notion de consentement en ayant une relation sexuelle avec le corps d'un autre,.
En réponse à un spectateur sur Twitter, Patty Jenkins explique qu'il n'y avait pas de problème avec cet aspect de l'intrigue, le film essayant de s'inspirer des stéréotypes des films des années 1980 mettant en scène des personnages qui échangent leurs corps, comme Big ou Un vendredi dingue, dingue, dingue. Dans un article pour le site CNET, Bonnie Burton écrit que bien que ce soit l'intention de Jenkins de suivre ces stéréotypes, ils ne sont plus aussi politiquement corrects qu'ils ne l'étaient dans les années 1980.
Selon Roxana Hadadi du magazine Slate, la représentation des Arabes dans le film est stéréotypée et négative. La scène où Wonder Woman sauve deux enfants musulmans d'un missile alors qu'ils sont en train de jouer au foot fait controverse. Plusieurs personnes ont critiqué Gal Gadot, ancienne membre de l'Armée de défense d'Israël ayant exprimé son soutien à l'armée durant la guerre de Gaza de 2014 ; dans une scène, elle sauve en effet des enfants qu'on devine musulmans. Selon ses détracteurs, cette scène rappelle l'incident durant lequel un missile israélien a tué quatre enfants palestiniens jouant au foot sur une plage de Gaza.

## Distinctions
Le film Wonder Woman 1984 a été nommé ou récompensé dans diverses catégories entre 2020 et 2022.

### Récompenses
- Golden Tomato Awards 2020 : acteur préféré des fans pour Pedro Pascal[66]
- Rondo Hatton Classic Horror Awards 2020 : meilleur film
- Washington DC Area Film Critics Association Awards 2021 : Prix Joe Barber de la meilleure représentation de Washington, DC.
- International Film Music Critics Association Awards 2021 : meilleure musique originale d’un film fantastique, de science-fiction ou d’horreur pour Hans Zimmer.
- Alpha Pro Awards 2021 :
  - Meilleure actrice dans un film de super-héros pour Gal Gadot
  - Meilleur héroïne pour Gal Gadot
  - Meilleur super-héros pour Gal Gadot
- Cape & Castle Awards 2021 :
  - Meilleure actrice pour Gal Gadot
  - Meilleur film de super-héros
- Prix CinEuphoria 2021 : Prix du public du Top 10 de l'année pour Patty Jenkins
- Kids' Choice Awards 2021] : film préféré
- Entretenews Awards 2021] :
  - Meilleure héroïne pour Gal Gadot
  - Meilleure actrice pour Gal Gadot
- Series Em Cena Awards 2021 :
  - Film de l'année
  - Meilleure actrice pour Gal Gadot
- ReFrame 2021 : Timbre[Quoi ?] ReFrame du top 100 des fonctionnalités narratives et animées les plus populaires
- Screen Actors Guild Awards 2021 : meilleure équipe de cascadeurs

### Nominations
- Guild of Music Supervisors Awards 2020 : meilleure supervision musicale pour la bande-annonce pour Bobby Gumm
- Golden Tomato Awards 2020 : actrice préférée des fans pour Gal Gadot[66]
- IGN Summer Movie Awards 2020 :
  - Meilleur film de science-fiction / fantastique
  - Meilleur film
  - Prix du public du meilleur film
- Minnesota Film Critics Alliance Awards 2021 : meilleurs effets spéciaux
- Hollywood Critics Association Awards 2021 :
  - Meilleur film à succès
  - Meilleur travail de cascades
- Critics' Choice Movie Awards 2021 : meilleurs effets visuels
- North Carolina Film Critics Association Awards 2021 : meilleurs effets spéciaux
- Latino Entertainment Journalists Association Film Awards 2021 :
  - Meilleurs effets visuels
  - Meilleur design de cascade
- Online Film and Television Association Awards 2021 : meilleure coordination de cascades
- International Film Music Critics Association Awards 2021 :
  - Meilleure musique de film de l'année pour Hans Zimmer
  - Meilleure composition de musique de film de l'année pour Hans Zimmer pour le titre 1984
  - Meilleure composition de musique de film de l'année pour Hans Zimmer pour le titre Themyscira
- Chicago Indie Critics Awards 2021 : meilleurs effets visuels pour John Moffatt et Mark Holt
- Digital Spy 2021 : meilleure actrice pour Gal Gadot[67].
- DiscussingFilm Critics Awards 2021 : meilleurs effets visuels
- Motion Picture Sound Editors Awards 2021 :
  - Meilleur montage sonore - Soulignement de fonctionnalité pour Gerard McCann, Ryan Rubin, Timeri Duplat, Michael Connell, Chris Barrett, Adam Miller et Alfredo Pasquel
  - Meilleur montage sonore des effets de fonctionnalité et bruitages pour Richard King, Jimmy Boyle, Rowan Watson, Michael Babcock, Jeff Sawyer, Kevin Penney, Lilly Blazewicz, Peter Burgess et Zoe Freed
- Costume Designers Guild Awards 2021 : meilleurs costumes pour un film de science-fiction ou fantastique pour Lindy Hemming
- Art Directors Guild Awards 2021 : meilleurs décors dans un film fantastique
- Hollywood Makeup Artist and Hair Stylist Guild Awards 2021 : meilleur maquillage d’effets spéciaux dans un long métrage pour Mark Coulier et Jan Sewell
- MTV Movie & TV Awards 2021 : meilleur héros pour Gal Gadot
- Prix CinEuphoria 2021 :
  - Meilleure conception de costumes - Compétition internationale pour Lindy Hemming
  - Meilleurs effets spéciaux (sons ou visuels) - Compétition internationale pour Dominic Sidoli
  - Meilleure affiche - Compétition internationale
- Imagen Awards 2021 : meilleur acteur dans un long métrage pour Pedro Pascal
- Dorian Awards 2021 : film de l'année destiné à un jeune public
- Dragon Awards 2021 : meilleur film de science-fiction ou fantastique.-
- Kids' Choice Awards 2021 :
  - Actrice de cinéma préférée pour Gal Gadot
  - Acteur de cinéma préféré pour Chris Pine
- Hawaii Film Critics Society Awards 2021 :
  - Meilleure conception de costumes pour Lindy Hemming
  - Meilleur maquillage
  - Meilleur film de comics
- Houston Film Critics Society Awards 2021 : meilleure coordination de cascades
- Set Decorators Society of America Awards 2021 : meilleur décor/design d'un long métrage fantastique ou de science-fiction pour Aline Bonetto et Anna Lynch-Robinson[68]
- Taurus World Stunt Awards 2021 : meilleure cascadeuse pour Jessie Graff
- Jupiter Awards 2022 : meilleure actrice internationale pour Gal Gadot

## Suite
En janvier 2019, Patty Jenkins annonce que l'intrigue d'un troisième volet est prête. La réalisatrice dévoile que le film devrait se passer dans les années 2020. En décembre, Jenkins dévoile qu'elle aimerait que l'attente entre le deuxième et le troisième volet soit plus longue car elle souhaite se consacrer à d'autres projets avant.
En juin 2020, Jenkins révèle qu'elle a travaillé sur le scénario pendant six mois mais que le projet est en pause, en raison de la pandémie de Covid-19. En décembre 2020, à la suite des bons résultats de Wonder Woman 1984 lors de son lancement aux États-Unis, Warner Bros. valide officiellement le troisième film et accélère son développement. Le retour de Jenkins à la réalisation est également confirmé.